# Biomasseheizkraftwerk Wittgenstein
Das Biomasseheizkraftwerk Wittgenstein ist ein mit Holz befeuertes Biomasseheizkraftwerk in Balde (Gemeinde Erndtebrück) im Kreis Siegen-Wittgenstein. Daran angeschlossen ist ein Pelletwerk. Zusammen wird der Komplex als „Wittgensteiner Doppel“ bezeichnet.

## Bau und möglicher Verkauf

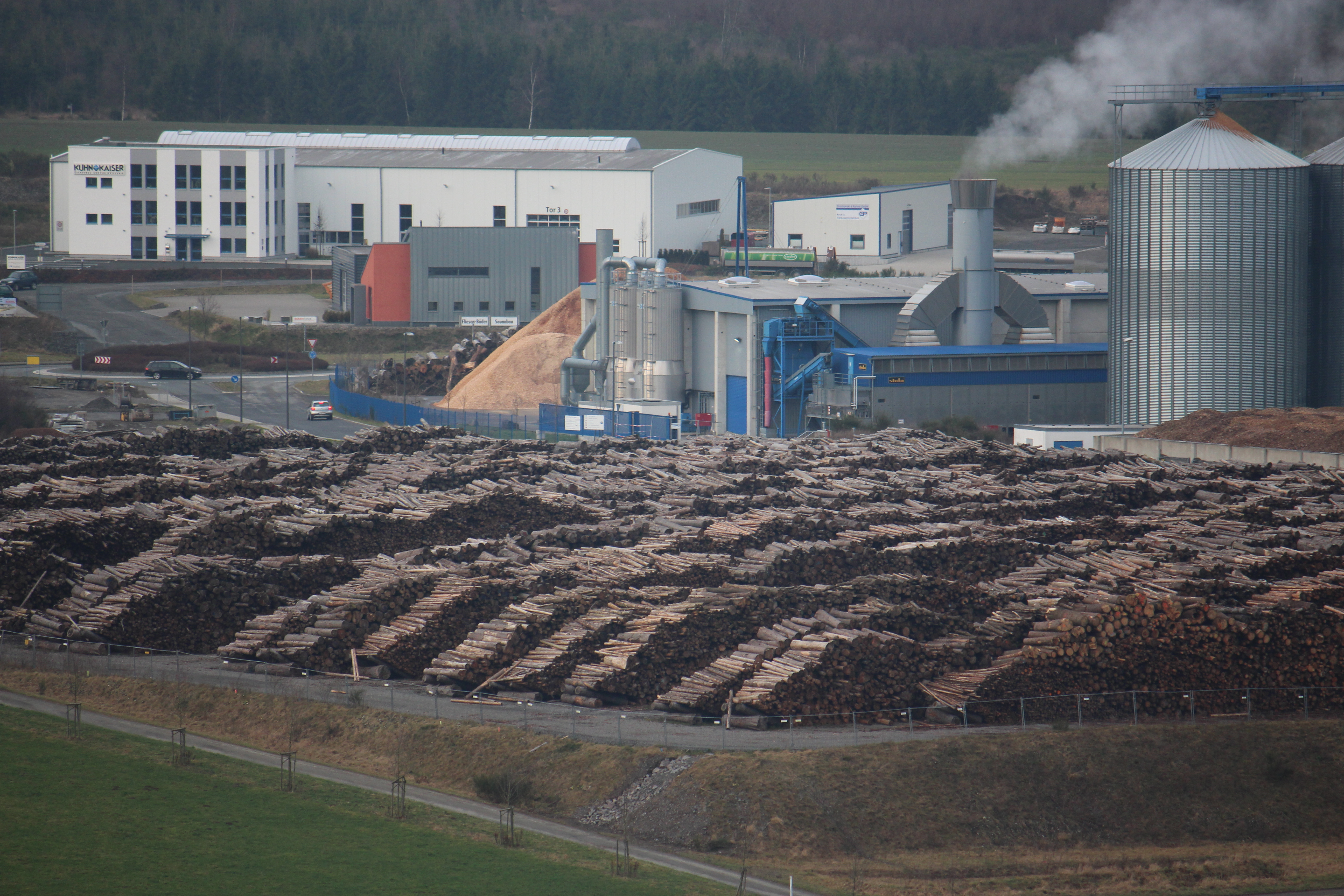
Holzlager auf dem Gelände

Der Bau des Kraftwerkes wurde 2008 begonnen. Es wurde im Herbst 2009 fertiggestellt und kostete 25 Millionen Euro.
Wenige Jahre später prüfte RWE einen Weiterverkauf des Kraftwerks sowie des Pelletwerkes, obwohl RWE die letzten Anteile am Pelletwerk von German Pellets zum 1. April 2014 übernommen hatte. 2016 wurde das Kraftwerk mit Innogy von RWE abgespalten.

## Betrieb
Das Kraftwerk funktioniert per Kraft-Wärme-Kopplung. Pro Jahr werden nach einem Pressebericht aus dem Jahr 2015 etwa 28.000 MWh an Strom und 100.000 MWh an Prozesswärme erzeugt. Für den Betrieb des Kraftwerkes werden jährlich 90.000 Tonnen Waldrest- und Landschaftspflegeholz verbrannt. Der Wirkungsgrad liegt zwischen 65 und 85 %.

## Pelletwerk
Am Standort befindet sich auch ein Werk zur Pelleterzeugung. Bei der Grundsteinlegung im November 2009 sagte der damalige Landrat Paul Breuer, dass „das modernste Pelletwerk Europas“ entstehen würde. Nach dem nordrhein-westfälischen Umweltminister Eckhard Uhlenberg sei der Standort sehr gut, denn dort „gebe es den waldreichsten Kreis im Industrieland NRW“. Das Pelletwerk wurde im Sommer 2010 für 21 Millionen Euro fertiggestellt. Ein großer Teil der benötigten Wärme und des Stromes stammt vom benachbarten Biomasseheizkraftwerk. 
Das Werk kann bis zu 120.000 Tonnen Pellets pro Jahr produzieren, wofür 220.000 Tonnen Rundholz und Sägereststoffe benötigt werden. Im Jahr 2017 wurden knapp 75.000 Tonnen produziert. Die Produktion erfolgt durchgehend an sieben Tagen pro Woche rund um die Uhr von 27 Beschäftigten.
Im Januar 2018 drohten die Beschäftigten mit Streik, da diese nach dem RWE-Tarifvertrag entlohnt werden möchten. Dabei gebe es große Einkommensunterschiede zwischen den Beschäftigten im Pellet- und im Kraftwerk, obwohl die Arbeiten teils identisch sind. Bereits in der Vergangenheit waren Tarifverhandlungen gescheitert.

## Kritik
Es wird von lokalen Waldbauern und Naturschützern kritisiert, dass die benötigten Holzmengen in der Gegend nicht vorhanden seien bzw. deren Nutzung schadhaft für die lokalen Wälder seien. Zwar soll das Holz aus einem Radius von 100 km stammen, muss aber teilweise aus anderen Gegenden importiert werden.